# Coesiet
Het mineraal coesiet (spreek uit coësiet) bestaat uit siliciumdioxide (SiO2). Het is een hoge-druk-polymorf van kwarts, dat ontstaat bij een temperaturen boven de 700°C en drukken hoger dan 3 GPa. Zulke omstandigheden komen in de Aarde normaal gesproken alleen voor op dieptes van meer dan 80 km, in de mantel. Het mineraal wordt daarom gebruikt als een indicator voor ultrahogedrukomstandigheden in gesteente.
Coesiet werd voor het eerst synthetisch geproduceerd in 1953 door Loring Coes Jr, naar wie het mineraal genoemd is. In 1960 vond de geoloog Eugene Shoemaker coesiet in gesteente uit de Barringerkrater, waardoor hij kon bewijzen dat de krater gevormd was door een meteorietinslag. Coesiet kan ook gevormd worden bij kernproeven.
Coesiet komt voor in ultrahogedruk-terreinen die door obductie aan de oppervlakte zijn komen te liggen. Het is ook gevonden in eclogiet-xenolieten in kimberlieten. Aan het oppervlak is coesiet metastabiel, het reageert naar kwarts.